# Pustularia mauiensis
Pustularia mauiensis là một loài ốc biển, là động vật thân mềm chân bụng sống ở biển trong họ Cypraeidae, họ ốc sứ
Có một phân loài: Pustularia mauiensis wattsi Lorenz, 2000